# Clara Burel
Clara Burel (* 24. März 2001 in Rennes) ist eine französische Tennisspielerin.

## Karriere
Burel begann mit sechs Jahren das Tennisspielen und gibt als Lieblingsbelag den Hartplatz an. Sie war eine herausragende Juniorin und beendete die Saison 2018 als Nummer eins der Junioren-Weltrangliste, wofür sie von der ITF zur ITF-Weltmeisterin der Juniorinnen gekürt wurde. Ihr größter Titel war der Gewinn der Doppelkonkurrenz beim Mundial Juvenil de Tenis an der Seite ihrer Landsfrau Yasmine Mansouri 2017. Im Jahr darauf stand sie sowohl im Finale der Australian Open als auch der US Open, musste sich dort aber Liang En-shou respektive Wang Xiyu geschlagen geben. Bei den Olympischen Jugend-Sommerspielen 2018 erreichte sie im Mädcheneinzel ebenfalls das Endspiel und holte nach einer Niederlage gegen Kaja Juvan die Silbermedaille sowie im Mixed zusammen mit ihrem Partner Hugo Gaston die Bronzemedaille.
2015 gab Burel ihren Einstand auf dem ITF Women’s Circuit. 2018 debütierte sie bei den French Open erstmals in der Qualifikation zu einem Grand-Slam-Turnier, nachdem sie vom Französischen Tennisverband eine Wildcard erhalten hatte, schied aber in der ersten Runde aus. Bei den Australian Open 2019 durfte sie, erneut mit einer Wildcard ausgestattet, sogar im Hauptfeld antreten, verlor jedoch zum Auftakt gegen Carla Suárez Navarro. Eine Handgelenksverletzung, die sich Burel im Februar zuzog, bremste sie für den Rest der Saison aus. Anfang 2020 meldete sich Burel mit ihrem ersten Profisieg bei einem ITF-Turnier der $25.000-Kategorie zurück und errang im Herbst in Straßburg ihren ersten Erfolg in der Hauptrunde eines WTA-Turniers. Bei den anschließenden French Open startete sie abermals mit einer Wildcard, passierte zum ersten Mal die Auftaktrunde eines Grand-Slam-Turniers und stieß bis in die dritte Runde vor.
Nach zwei weiteren verlorenen Finals bei ITF-Turnieren im Frühjahr 2021 konnte Burel in Saint-Gaudens bei einem Turnier der $60.000-Kategorie ihren bis dahin größten Turniersieg feiern. Durch den Einzug ins Viertelfinale des WTA-Turniers von Lyon sowie in die zweite Runde von Wimbledon stieg Burel erstmals in die Top 100 der Weltrangliste auf und erreichte im Anschluss in Lausanne ihr erstes Endspiel auf der WTA Tour, in dem sie Tamara Zidanšek unterlag. Im restlichen Verlauf der Saison stand sie in zwei weiteren ITF-Finals, von denen sie eines gewinnen konnte. Anfang 2022 erzielte Burel mit Rang 74 ihre bis dahin beste Weltranglistenposition.
Im Jahr 2021 spielte Burel erstmals für die französische Billie-Jean-King-Cup-Mannschaft; ihre Billie-Jean-King-Cup-Bilanz weist bislang einen Sieg bei drei Niederlagen aus.

## Turniersiege

### Einzel
| Nr. | Datum             | Turnier       | Kategorie      | Belag             | Finalgegnerinnen   | Ergebnis      |
| --- | ----------------- | ------------- | -------------- | ----------------- | ------------------ | ------------- |
| 1.  | 16. Februar 2020  | Grenoble      | ITF W25        | Hartplatz (Halle) | Eléonora Molinaro  | 5:7, 7:5, 6:2 |
| 2.  | 16. Mai 2021      | Saint-Gaudens | ITF W60        | Sand              | Alexandra Dulgheru | 6:2, 1:6, 6:2 |
| 3.  | 10. Oktober 2021  | Cherbourg     | ITF W25+H      | Hartplatz (Halle) | Émeline Dartron    | 6:4, 6:2      |
| 4.  | 9. Juli 2023      | Montpellier   | ITF W60        | Sand              | Astra Sharma       | 6:3, 7:5      |
| 5.  | 10. Dezember 2023 | Angers        | WTA Challenger | Hartplatz         | Chloé Paquet       | 3:6, 6:4, 6:2 |

## Abschneiden bei Grand-Slam-Turnieren

### Dameneinzel
| Turnier         | 2018 | 2019 | 2020 | 2021 | 2022 | 2023 | 2024 | Karriere |
| --------------- | ---- | ---- | ---- | ---- | ---- | ---- | ---- | -------- |
| Australian Open | —    | 1    | —    | 1    | 1    | 2    | 3    | 3        |
| French Open     | Q1   | —    | 3    | 1    | 1    | 1    | 1    | 3        |
| Wimbledon       | —    | —    |      | 2    | 1    | Q2   | 2    | 2        |
| US Open         | —    | —    | —    | 1    | 3    | 3    | 2    | 3        |

Zeichenerklärung: S = Turniersieg; F, HF, VF, AF = Einzug ins Finale / Halbfinale / Viertelfinale / Achtelfinale; 1, 2, 3 = Ausscheiden in der 1. / 2. / 3. Hauptrunde; Q1, Q2, Q3 = Ausscheiden in der 1. / 2. / 3. Qualifikationsrunde; nicht ausgetragen

### Damendoppel
| Turnier         | 2018 | 2019 | 2020 | 2021 | 2022 | 2023 | 2024 | Karriere |
| --------------- | ---- | ---- | ---- | ---- | ---- | ---- | ---- | -------- |
| Australian Open | —    | —    | —    | —    | 1    | —    | 1    | 1        |
| French Open     | 1    | —    | 1    | AF   | 1    | 1    | 1    | AF       |
| Wimbledon       | —    | —    |      | —    | 1    | —    | —    | 1        |
| US Open         | —    | —    | —    | —    | —    | 1    | 1    | 1        |

### Juniorinneneinzel
| Turnier         | 2017 | 2018 | Karriere |
| --------------- | ---- | ---- | -------- |
| Australian Open | —    | F    | F        |
| French Open     | 1    | AF   | AF       |
| Wimbledon       | —    | AF   | AF       |
| US Open         | —    | F    | F        |

### Juniorinnendoppel
| Turnier         | 2017 | 2018 | Karriere |
| --------------- | ---- | ---- | -------- |
| Australian Open | —    | AF   | AF       |
| French Open     | AF   | AF   | AF       |
| Wimbledon       | —    | VF   | VF       |
| US Open         | —    | AF   | AF       |